# Exorista javana
Exorista javana är en tvåvingeart som först beskrevs av Macquart 1851.  Exorista javana ingår i släktet Exorista och familjen parasitflugor. Inga underarter finns listade i Catalogue of Life.